# Конкакафов златни куп 2019.
Конкакафов златни куп 2019. је било петнаесто издање Златног купа, фудбалског шампионата Северне Америке, Централне Америке и Кариба (KОНKАKАФ), и укупно 25. регионално првенство Конкакафа од постојања. Турнир је првенствено био домаћин у Сједињеним Државама, а Костарика и Јамајка су били домаћини двомеча у првом колу шампионата у групама Б и Ц.
У фебруару 2018, Конкакаф је најавио да ће се турнир проширити на 16 тимова са 12.
Сједињене Државе су биле бранилац титуле, освојивши турнир 2017. Укидањем ФИФА Купа конфедерација, Куп Конкакафа који је распуштен после једне утакмице и тиме Златни куп није квалификовао победника на велики турнир први пут од 2009. године. Мексико је освојио своју осму титулу у Златном купу (њихово једанаесто првенство у Конкакафу) победом од 1 : 0 над Сједињеним Државама у финалу.

## Учесници финала
Систем квалификација је промењен и више није подељен на централноамеричке и карипске зоне. Међу 16 тимова, шест се квалификовало директно након учешћа у квалификацијама за ФИФА Светско првенство 2018. (Хексагонал), док се осталих 10 тимова квалификовало кроз квалификације за Лигу нација Конкакафа 2019–20.
Бермуда и Гвајана су дебитовали у Златном купу.
| Репрезентација                                   | Квалификације  | Датум квалификовања | Наступи (+ Конкакафов шампионат) | Задњи наступ | Најбољи резултат (+ Конкакафов шампионат)                                              | Фифина ранг-листа на почетку турнира | Конкакаф учешћа на почетку турнира |
| ------------------------------------------------ | -------------- | ------------------- | -------------------------------- | ------------ | -------------------------------------------------------------------------------------- | ------------------------------------ | ---------------------------------- |
| Мексико                                          | Хекс 1. место  | 7. март 2018.       | 15. (23.)                        | 2017.        | Шампион (1993., 1996., 1998., 2003., 2009., 2011., 2015) Шампион (1965., 1971., 1977.) | 18                                   | 1                                  |
| Костарика (ко−домаћини)                          | Хекс 2. место  | 7. март 2018.       | 14. (20.)                        | 2017.        | Другопласирани (2002) Шампион (1963., 1969., 1989)                                     | 39                                   | 3                                  |
| Панама                                           | Хекс 3. место  | 7. март 2018.       | 9. (10.)                         | 2017.        | Другопласирани (2005., 2013)                                                           | 75                                   | 5                                  |
| Хондурас                                         | Хекс 4. место  | 7. март 2018.       | 14. (20.)                        | 2017.        | Другопласирани (1991) Шампион (1981.)                                                  | 61                                   | 4                                  |
| Сједињене Државе · (носилац титуле & ко-домаћин) | Хекс 5. место  | 7. март 2018.       | 15. (17.)                        | 2017.        | Шампион (1991., 2002., 2005, 2007., 2013., 2017.) Другопласирани (1989)                | 30                                   | 2                                  |
| Тринидад и Тобаго                                | Хекс 6. место  | 7. март 2018.       | 10. (16.)                        | 2015.        | Полуфинале (2000) Другопласирани (1973)                                                | 92                                   | 11                                 |
| Хаити                                            | КНЛК 1. место  | 24. март 2019.      | 7. (14.)                         | 2015.        | Четвртфинале (2002., 2009) Шампион (1973)                                              | 101                                  | 10                                 |
| Канада                                           | КНЛК 2. место  | 24. март 2019.      | 14. (17.)                        | 2017.        | Шампион (2000) Шампион (1985)                                                          | 78                                   | 6                                  |
| Мартиник                                         | КНЛК 3. место  | 23. март 2019.      | 6. (6.)                          | 2017.        | Четвртфинале (2002)                                                                    | N/A                                  | 12                                 |
| Курасао                                          | КНЛК 4. место  | 23. март 2019.      | 2. (6.)                          | 2017.        | Групна фаза (2017) Треће место (1963., 1969)                                           | 79                                   | 15                                 |
| Бермуди                                          | КНЛК 5. место  | 24. март 2019.      | 1. (1.)                          | Нема         | Деби                                                                                   | 174                                  | 20                                 |
| Куба                                             | КНЛК 6. место  | 24. март 2019.      | 9. (11.)                         | 2015.        | Четвртфинале (2003, 2013., 2015) Четврто место (1971)                                  | 175                                  | 13                                 |
| Гвајана                                          | КНЛК 7. место  | 23. март 2019.      | 1. (1.)                          | Нема         | Деби                                                                                   | 177.                                 | 22.                                |
| Јамајка (ко-домаћин)                             | КНЛК 8. место  | 23. март 2019.      | 11. (13.)                        | 2017.        | Другопласирани (2015., 2017)                                                           | 54.                                  | 7.                                 |
| Никарагва                                        | КНЛК 9. место  | 24. март 2019.      | 3. (.)                           | 2017.        | Групна фаза (2009., 2017) Шесто место (1967)                                           | 129.                                 | 14.                                |
| Салвадор                                         | КНЛК 10. место | 24. март 2019.      | 11. (17.)                        | 2017.        | Четвртфинале (2002., 2003., 2011., 2013., 2017) Другопласирани (1963, 1981)            | 69                                   | 9                                  |

1. ↑  Хекс означава Квалификације за Светско првенство у фудбалу 2018 – пето коло Конкакафа Хексагонал, КНЛК означава Квалификације за Лигу нација Конкакафа 2019/20.
2. ↑  Подебљано' означава да је одговарајући тим био домаћин догађаја.
3. ↑  Потврђен као учесници Златног купа 7. марта 2018, али се квалификовао за Хексагонал 29. марта 2016.
4. 1 2 3  Потврђен као учесници Златног купа 7. марта 2018, али се квалификовао за Хексагонал 2. септембра 2016.
5. 1 2  Потврђен као учесници Златног купа 7. марта 2018, али се квалификовао за Хексагонал 6. септембра 2016.
6. ↑  Мартиник није члан ФИФА, тако да није рангиран.

## Стадиони
| Сент Пол Минесота       | Харисон Њу Џерзи | Глендејл Аризона | Филаделфија Пенсилванија | Шарлот Северна Каролина |
| ----------------------- | --- | --- | --- | ----------------------- |
| Алајанц филд            | Ред бул арена | Јуниверзити оф Финикс | Линколн фајнаншиал | Бенк оф Америка         |
| Капацитет: 19.400       | Капацитет: 25.000 | Капацитет: 63.400 | Капацитет: 69.176 | Капацитет: 75.525       |
| Лос Анђелес Калифорнија | | | |                         |
| Бенк оф Калифорнија     | | | |                         |
| Капацитет: 22.000       | | | |                         |
|                         | | | |                         |
| Фриско Тексас           | Сент Пол · (Алајанц филд)Харисон · (Ред бул арена)Филаделфија · (Линколн фајнаншиал)Шарлот · (Бенк оф Америка)Глендејл · (Јуниверзити оф Финикс)Денвер · (Емпауер филд)Фриско · (Стадион Тојота)Хјустон · (Стадион НРГ & ПНЦ)Лос Анђелес · (Бенк оф Калифорнија)Пасадена · (Роуз боул)Санта Клара · (Ливајс)Канзас Сити · (Спортинг парк)Чикаго · (Солџер филд)Нешвил · (Стадион Нисан)Кливленд · (Кливленд мунисипал) | Сент Пол · (Алајанц филд)Харисон · (Ред бул арена)Филаделфија · (Линколн фајнаншиал)Шарлот · (Бенк оф Америка)Глендејл · (Јуниверзити оф Финикс)Денвер · (Емпауер филд)Фриско · (Стадион Тојота)Хјустон · (Стадион НРГ & ПНЦ)Лос Анђелес · (Бенк оф Калифорнија)Пасадена · (Роуз боул)Санта Клара · (Ливајс)Канзас Сити · (Спортинг парк)Чикаго · (Солџер филд)Нешвил · (Стадион Нисан)Кливленд · (Кливленд мунисипал) | Сент Пол · (Алајанц филд)Харисон · (Ред бул арена)Филаделфија · (Линколн фајнаншиал)Шарлот · (Бенк оф Америка)Глендејл · (Јуниверзити оф Финикс)Денвер · (Емпауер филд)Фриско · (Стадион Тојота)Хјустон · (Стадион НРГ & ПНЦ)Лос Анђелес · (Бенк оф Калифорнија)Пасадена · (Роуз боул)Санта Клара · (Ливајс)Канзас Сити · (Спортинг парк)Чикаго · (Солџер филд)Нешвил · (Стадион Нисан)Кливленд · (Кливленд мунисипал) | Кливленд Охајо          |
| Стадион Тојота          | Сент Пол · (Алајанц филд)Харисон · (Ред бул арена)Филаделфија · (Линколн фајнаншиал)Шарлот · (Бенк оф Америка)Глендејл · (Јуниверзити оф Финикс)Денвер · (Емпауер филд)Фриско · (Стадион Тојота)Хјустон · (Стадион НРГ & ПНЦ)Лос Анђелес · (Бенк оф Калифорнија)Пасадена · (Роуз боул)Санта Клара · (Ливајс)Канзас Сити · (Спортинг парк)Чикаго · (Солџер филд)Нешвил · (Стадион Нисан)Кливленд · (Кливленд мунисипал) | Сент Пол · (Алајанц филд)Харисон · (Ред бул арена)Филаделфија · (Линколн фајнаншиал)Шарлот · (Бенк оф Америка)Глендејл · (Јуниверзити оф Финикс)Денвер · (Емпауер филд)Фриско · (Стадион Тојота)Хјустон · (Стадион НРГ & ПНЦ)Лос Анђелес · (Бенк оф Калифорнија)Пасадена · (Роуз боул)Санта Клара · (Ливајс)Канзас Сити · (Спортинг парк)Чикаго · (Солџер филд)Нешвил · (Стадион Нисан)Кливленд · (Кливленд мунисипал) | Сент Пол · (Алајанц филд)Харисон · (Ред бул арена)Филаделфија · (Линколн фајнаншиал)Шарлот · (Бенк оф Америка)Глендејл · (Јуниверзити оф Финикс)Денвер · (Емпауер филд)Фриско · (Стадион Тојота)Хјустон · (Стадион НРГ & ПНЦ)Лос Анђелес · (Бенк оф Калифорнија)Пасадена · (Роуз боул)Санта Клара · (Ливајс)Канзас Сити · (Спортинг парк)Чикаго · (Солџер филд)Нешвил · (Стадион Нисан)Кливленд · (Кливленд мунисипал) | Кливленд мунисипал      |
| Капацитет: 20.500       | Сент Пол · (Алајанц филд)Харисон · (Ред бул арена)Филаделфија · (Линколн фајнаншиал)Шарлот · (Бенк оф Америка)Глендејл · (Јуниверзити оф Финикс)Денвер · (Емпауер филд)Фриско · (Стадион Тојота)Хјустон · (Стадион НРГ & ПНЦ)Лос Анђелес · (Бенк оф Калифорнија)Пасадена · (Роуз боул)Санта Клара · (Ливајс)Канзас Сити · (Спортинг парк)Чикаго · (Солџер филд)Нешвил · (Стадион Нисан)Кливленд · (Кливленд мунисипал) | Сент Пол · (Алајанц филд)Харисон · (Ред бул арена)Филаделфија · (Линколн фајнаншиал)Шарлот · (Бенк оф Америка)Глендејл · (Јуниверзити оф Финикс)Денвер · (Емпауер филд)Фриско · (Стадион Тојота)Хјустон · (Стадион НРГ & ПНЦ)Лос Анђелес · (Бенк оф Калифорнија)Пасадена · (Роуз боул)Санта Клара · (Ливајс)Канзас Сити · (Спортинг парк)Чикаго · (Солџер филд)Нешвил · (Стадион Нисан)Кливленд · (Кливленд мунисипал) | Сент Пол · (Алајанц филд)Харисон · (Ред бул арена)Филаделфија · (Линколн фајнаншиал)Шарлот · (Бенк оф Америка)Глендејл · (Јуниверзити оф Финикс)Денвер · (Емпауер филд)Фриско · (Стадион Тојота)Хјустон · (Стадион НРГ & ПНЦ)Лос Анђелес · (Бенк оф Калифорнија)Пасадена · (Роуз боул)Санта Клара · (Ливајс)Канзас Сити · (Спортинг парк)Чикаго · (Солџер филд)Нешвил · (Стадион Нисан)Кливленд · (Кливленд мунисипал) | Капацитет: 67.895       |
|                         | Сент Пол · (Алајанц филд)Харисон · (Ред бул арена)Филаделфија · (Линколн фајнаншиал)Шарлот · (Бенк оф Америка)Глендејл · (Јуниверзити оф Финикс)Денвер · (Емпауер филд)Фриско · (Стадион Тојота)Хјустон · (Стадион НРГ & ПНЦ)Лос Анђелес · (Бенк оф Калифорнија)Пасадена · (Роуз боул)Санта Клара · (Ливајс)Канзас Сити · (Спортинг парк)Чикаго · (Солџер филд)Нешвил · (Стадион Нисан)Кливленд · (Кливленд мунисипал) | Сент Пол · (Алајанц филд)Харисон · (Ред бул арена)Филаделфија · (Линколн фајнаншиал)Шарлот · (Бенк оф Америка)Глендејл · (Јуниверзити оф Финикс)Денвер · (Емпауер филд)Фриско · (Стадион Тојота)Хјустон · (Стадион НРГ & ПНЦ)Лос Анђелес · (Бенк оф Калифорнија)Пасадена · (Роуз боул)Санта Клара · (Ливајс)Канзас Сити · (Спортинг парк)Чикаго · (Солџер филд)Нешвил · (Стадион Нисан)Кливленд · (Кливленд мунисипал) | Сент Пол · (Алајанц филд)Харисон · (Ред бул арена)Филаделфија · (Линколн фајнаншиал)Шарлот · (Бенк оф Америка)Глендејл · (Јуниверзити оф Финикс)Денвер · (Емпауер филд)Фриско · (Стадион Тојота)Хјустон · (Стадион НРГ & ПНЦ)Лос Анђелес · (Бенк оф Калифорнија)Пасадена · (Роуз боул)Санта Клара · (Ливајс)Канзас Сити · (Спортинг парк)Чикаго · (Солџер филд)Нешвил · (Стадион Нисан)Кливленд · (Кливленд мунисипал) |                         |
|                         | Сент Пол · (Алајанц филд)Харисон · (Ред бул арена)Филаделфија · (Линколн фајнаншиал)Шарлот · (Бенк оф Америка)Глендејл · (Јуниверзити оф Финикс)Денвер · (Емпауер филд)Фриско · (Стадион Тојота)Хјустон · (Стадион НРГ & ПНЦ)Лос Анђелес · (Бенк оф Калифорнија)Пасадена · (Роуз боул)Санта Клара · (Ливајс)Канзас Сити · (Спортинг парк)Чикаго · (Солџер филд)Нешвил · (Стадион Нисан)Кливленд · (Кливленд мунисипал) | Сент Пол · (Алајанц филд)Харисон · (Ред бул арена)Филаделфија · (Линколн фајнаншиал)Шарлот · (Бенк оф Америка)Глендејл · (Јуниверзити оф Финикс)Денвер · (Емпауер филд)Фриско · (Стадион Тојота)Хјустон · (Стадион НРГ & ПНЦ)Лос Анђелес · (Бенк оф Калифорнија)Пасадена · (Роуз боул)Санта Клара · (Ливајс)Канзас Сити · (Спортинг парк)Чикаго · (Солџер филд)Нешвил · (Стадион Нисан)Кливленд · (Кливленд мунисипал) | Сент Пол · (Алајанц филд)Харисон · (Ред бул арена)Филаделфија · (Линколн фајнаншиал)Шарлот · (Бенк оф Америка)Глендејл · (Јуниверзити оф Финикс)Денвер · (Емпауер филд)Фриско · (Стадион Тојота)Хјустон · (Стадион НРГ & ПНЦ)Лос Анђелес · (Бенк оф Калифорнија)Пасадена · (Роуз боул)Санта Клара · (Ливајс)Канзас Сити · (Спортинг парк)Чикаго · (Солџер филд)Нешвил · (Стадион Нисан)Кливленд · (Кливленд мунисипал) |                         |
| Канзас Сити Канзас      | Сент Пол · (Алајанц филд)Харисон · (Ред бул арена)Филаделфија · (Линколн фајнаншиал)Шарлот · (Бенк оф Америка)Глендејл · (Јуниверзити оф Финикс)Денвер · (Емпауер филд)Фриско · (Стадион Тојота)Хјустон · (Стадион НРГ & ПНЦ)Лос Анђелес · (Бенк оф Калифорнија)Пасадена · (Роуз боул)Санта Клара · (Ливајс)Канзас Сити · (Спортинг парк)Чикаго · (Солџер филд)Нешвил · (Стадион Нисан)Кливленд · (Кливленд мунисипал) | Сент Пол · (Алајанц филд)Харисон · (Ред бул арена)Филаделфија · (Линколн фајнаншиал)Шарлот · (Бенк оф Америка)Глендејл · (Јуниверзити оф Финикс)Денвер · (Емпауер филд)Фриско · (Стадион Тојота)Хјустон · (Стадион НРГ & ПНЦ)Лос Анђелес · (Бенк оф Калифорнија)Пасадена · (Роуз боул)Санта Клара · (Ливајс)Канзас Сити · (Спортинг парк)Чикаго · (Солџер филд)Нешвил · (Стадион Нисан)Кливленд · (Кливленд мунисипал) | Сент Пол · (Алајанц филд)Харисон · (Ред бул арена)Филаделфија · (Линколн фајнаншиал)Шарлот · (Бенк оф Америка)Глендејл · (Јуниверзити оф Финикс)Денвер · (Емпауер филд)Фриско · (Стадион Тојота)Хјустон · (Стадион НРГ & ПНЦ)Лос Анђелес · (Бенк оф Калифорнија)Пасадена · (Роуз боул)Санта Клара · (Ливајс)Канзас Сити · (Спортинг парк)Чикаго · (Солџер филд)Нешвил · (Стадион Нисан)Кливленд · (Кливленд мунисипал) | Денвер Колорадо         |
| Спортинг парк           | Сент Пол · (Алајанц филд)Харисон · (Ред бул арена)Филаделфија · (Линколн фајнаншиал)Шарлот · (Бенк оф Америка)Глендејл · (Јуниверзити оф Финикс)Денвер · (Емпауер филд)Фриско · (Стадион Тојота)Хјустон · (Стадион НРГ & ПНЦ)Лос Анђелес · (Бенк оф Калифорнија)Пасадена · (Роуз боул)Санта Клара · (Ливајс)Канзас Сити · (Спортинг парк)Чикаго · (Солџер филд)Нешвил · (Стадион Нисан)Кливленд · (Кливленд мунисипал) | Сент Пол · (Алајанц филд)Харисон · (Ред бул арена)Филаделфија · (Линколн фајнаншиал)Шарлот · (Бенк оф Америка)Глендејл · (Јуниверзити оф Финикс)Денвер · (Емпауер филд)Фриско · (Стадион Тојота)Хјустон · (Стадион НРГ & ПНЦ)Лос Анђелес · (Бенк оф Калифорнија)Пасадена · (Роуз боул)Санта Клара · (Ливајс)Канзас Сити · (Спортинг парк)Чикаго · (Солџер филд)Нешвил · (Стадион Нисан)Кливленд · (Кливленд мунисипал) | Сент Пол · (Алајанц филд)Харисон · (Ред бул арена)Филаделфија · (Линколн фајнаншиал)Шарлот · (Бенк оф Америка)Глендејл · (Јуниверзити оф Финикс)Денвер · (Емпауер филд)Фриско · (Стадион Тојота)Хјустон · (Стадион НРГ & ПНЦ)Лос Анђелес · (Бенк оф Калифорнија)Пасадена · (Роуз боул)Санта Клара · (Ливајс)Канзас Сити · (Спортинг парк)Чикаго · (Солџер филд)Нешвил · (Стадион Нисан)Кливленд · (Кливленд мунисипал) | Емпауер филд            |
| Капацитет: 18.467       | Сент Пол · (Алајанц филд)Харисон · (Ред бул арена)Филаделфија · (Линколн фајнаншиал)Шарлот · (Бенк оф Америка)Глендејл · (Јуниверзити оф Финикс)Денвер · (Емпауер филд)Фриско · (Стадион Тојота)Хјустон · (Стадион НРГ & ПНЦ)Лос Анђелес · (Бенк оф Калифорнија)Пасадена · (Роуз боул)Санта Клара · (Ливајс)Канзас Сити · (Спортинг парк)Чикаго · (Солџер филд)Нешвил · (Стадион Нисан)Кливленд · (Кливленд мунисипал) | Сент Пол · (Алајанц филд)Харисон · (Ред бул арена)Филаделфија · (Линколн фајнаншиал)Шарлот · (Бенк оф Америка)Глендејл · (Јуниверзити оф Финикс)Денвер · (Емпауер филд)Фриско · (Стадион Тојота)Хјустон · (Стадион НРГ & ПНЦ)Лос Анђелес · (Бенк оф Калифорнија)Пасадена · (Роуз боул)Санта Клара · (Ливајс)Канзас Сити · (Спортинг парк)Чикаго · (Солџер филд)Нешвил · (Стадион Нисан)Кливленд · (Кливленд мунисипал) | Сент Пол · (Алајанц филд)Харисон · (Ред бул арена)Филаделфија · (Линколн фајнаншиал)Шарлот · (Бенк оф Америка)Глендејл · (Јуниверзити оф Финикс)Денвер · (Емпауер филд)Фриско · (Стадион Тојота)Хјустон · (Стадион НРГ & ПНЦ)Лос Анђелес · (Бенк оф Калифорнија)Пасадена · (Роуз боул)Санта Клара · (Ливајс)Канзас Сити · (Спортинг парк)Чикаго · (Солџер филд)Нешвил · (Стадион Нисан)Кливленд · (Кливленд мунисипал) | Капацитет: 76.125       |
|                         | Сент Пол · (Алајанц филд)Харисон · (Ред бул арена)Филаделфија · (Линколн фајнаншиал)Шарлот · (Бенк оф Америка)Глендејл · (Јуниверзити оф Финикс)Денвер · (Емпауер филд)Фриско · (Стадион Тојота)Хјустон · (Стадион НРГ & ПНЦ)Лос Анђелес · (Бенк оф Калифорнија)Пасадена · (Роуз боул)Санта Клара · (Ливајс)Канзас Сити · (Спортинг парк)Чикаго · (Солџер филд)Нешвил · (Стадион Нисан)Кливленд · (Кливленд мунисипал) | Сент Пол · (Алајанц филд)Харисон · (Ред бул арена)Филаделфија · (Линколн фајнаншиал)Шарлот · (Бенк оф Америка)Глендејл · (Јуниверзити оф Финикс)Денвер · (Емпауер филд)Фриско · (Стадион Тојота)Хјустон · (Стадион НРГ & ПНЦ)Лос Анђелес · (Бенк оф Калифорнија)Пасадена · (Роуз боул)Санта Клара · (Ливајс)Канзас Сити · (Спортинг парк)Чикаго · (Солџер филд)Нешвил · (Стадион Нисан)Кливленд · (Кливленд мунисипал) | Сент Пол · (Алајанц филд)Харисон · (Ред бул арена)Филаделфија · (Линколн фајнаншиал)Шарлот · (Бенк оф Америка)Глендејл · (Јуниверзити оф Финикс)Денвер · (Емпауер филд)Фриско · (Стадион Тојота)Хјустон · (Стадион НРГ & ПНЦ)Лос Анђелес · (Бенк оф Калифорнија)Пасадена · (Роуз боул)Санта Клара · (Ливајс)Канзас Сити · (Спортинг парк)Чикаго · (Солџер филд)Нешвил · (Стадион Нисан)Кливленд · (Кливленд мунисипал) |                         |
|                         | Сент Пол · (Алајанц филд)Харисон · (Ред бул арена)Филаделфија · (Линколн фајнаншиал)Шарлот · (Бенк оф Америка)Глендејл · (Јуниверзити оф Финикс)Денвер · (Емпауер филд)Фриско · (Стадион Тојота)Хјустон · (Стадион НРГ & ПНЦ)Лос Анђелес · (Бенк оф Калифорнија)Пасадена · (Роуз боул)Санта Клара · (Ливајс)Канзас Сити · (Спортинг парк)Чикаго · (Солџер филд)Нешвил · (Стадион Нисан)Кливленд · (Кливленд мунисипал) | Сент Пол · (Алајанц филд)Харисон · (Ред бул арена)Филаделфија · (Линколн фајнаншиал)Шарлот · (Бенк оф Америка)Глендејл · (Јуниверзити оф Финикс)Денвер · (Емпауер филд)Фриско · (Стадион Тојота)Хјустон · (Стадион НРГ & ПНЦ)Лос Анђелес · (Бенк оф Калифорнија)Пасадена · (Роуз боул)Санта Клара · (Ливајс)Канзас Сити · (Спортинг парк)Чикаго · (Солџер филд)Нешвил · (Стадион Нисан)Кливленд · (Кливленд мунисипал) | Сент Пол · (Алајанц филд)Харисон · (Ред бул арена)Филаделфија · (Линколн фајнаншиал)Шарлот · (Бенк оф Америка)Глендејл · (Јуниверзити оф Финикс)Денвер · (Емпауер филд)Фриско · (Стадион Тојота)Хјустон · (Стадион НРГ & ПНЦ)Лос Анђелес · (Бенк оф Калифорнија)Пасадена · (Роуз боул)Санта Клара · (Ливајс)Канзас Сити · (Спортинг парк)Чикаго · (Солџер филд)Нешвил · (Стадион Нисан)Кливленд · (Кливленд мунисипал) |                         |
| Нешвил Тенеси           | Хјустон Тексас | Хјустон Тексас | Пасадена Калифорнија | Чикаго Илиној           |
| Стадион Нисан           | Стадион НРГ | Стадион ПНЦ | Роуз боул | Солџер филд             |
| Капацитет: 69.143       | Капацитет: 71.795 | Капацитет: 22.039 | Капацитет: 90.888 | Капацитет: 61.500       |
|                         | | | |                         |

### Костарика и Јамајка
Дана 26. новембра 2018. Конкакаф је објавио да ће се две утакмице у групи Б одиграти у Костарики (та земља је такође додељена тој групи). Обе утакмице су се одиграле 16. јуна 2019. на Националном стадиону Костарике у Сан Хозеу. Након завршених квалификација, Јамајка је одређена као трећа земља домаћин, играло се 2 меча у групи Ц, тако да је Јамајка завршила у тој групи.
| Сан Хосе · (Насионал Костарика) | Сан Хосе           | Кингстон · (Индепенденс парк) | Кингстон          |
| Сан Хосе · (Насионал Костарика) | Насионал Костарика | Кингстон · (Индепенденс парк) | Индепенденс парк  |
| Сан Хосе · (Насионал Костарика) | Капацитет: 35.175  | Кингстон · (Индепенденс парк) | Капацитет: 35.000 |
| Сан Хосе · (Насионал Костарика) |                    | Кингстон · (Индепенденс парк) |                   |

## Одређивање група
Дана 31. августа 2018, Конкакаф је објавио да су четири најбоља тима на Индексу рангирања Конкакафа из септембра 2018. носиоци за групну фазу турнира:
Групе и комплетан распоред утакмица објављени су 10. априла 2019. у 18:00 ЕДТ (15:00 по локалном времену, ПДТ), у Лос Анђелесу, Калифорнија, Сједињене Америчке Државе.
| Поз. | Носилац групе    | Поена |
| ---- | ---------------- | ----- |
| 1    | Мексико          | 2.042 |
| 2    | Сједињене Државе | 1.872 |
| 3    | Костарика        | 1.798 |
| 4    | Хондурас         | 1.632 |

## Састави
Сваки тим је морао да достави списак од 23 играча (три играча су морали да буду голмани).

## Групна фаза
Конкакаф је објавио датуме утакмица и задатке 9. октобра 2018. године. Четвртфинални парови су касније измењени 12. октобра 2018. године.  Два најбоља тима из сваке групе су се квалификовала у четвртфинале.
Сва наведена времена утакмица су ЕДТ (УТЦ−4), како их наводи Конкакаф. Ако се место налази у другој временској зони, наводи се и локално време.

### У случају нерешеног резултата
Пласман тимова у групној фази одређен је на следећи начин:
1. Освојени бодови у свим утакмицама у групи (три бода за победу, један за реми, ниједан за пораз);
2. Гол разлика у свим утакмицама у групи;
3. Број постигнутих голова на свим утакмицама у групи;
4. Поени добијени у утакмицама између дотичних тимова;
5. Гол-разлика у мечевима одиграним између тимова у питању;
6. Број постигнутих голова на утакмицама између дотичних тимова;
7. Поени за фер плеј у свим утакмицама у групи (само један одбитак може да се примени на играча у једној утакмици):  - Жути картон: −1 поен;
  - Индиректни црвени картон (други жути картон): −3 поена;
  - Директни црвени картон: −4 поена;
  - Жути картон и директни црвени картон: −5 поена;
8. Извлачење жребом.

### Група А
| Pos | Тим      | О | П | Н | И | ГД | ГП | ГР  | Бод. | Qualification         |
| --- | -------- | - | - | - | - | -- | -- | --- | ---- | --------------------- |
| 1   | Мексико  | 3 | 3 | 0 | 0 | 13 | 3  | +10 | 9    | Кв. се за Нокаут фазу |
| 2   | Канада   | 3 | 2 | 0 | 1 | 12 | 3  | +9  | 6    | Кв. се за Нокаут фазу |
| 3   | Мартиник | 3 | 1 | 0 | 2 | 5  | 7  | −2  | 3    |                       |
| 4   | Куба     | 3 | 0 | 0 | 3 | 0  | 17 | −17 | 0    |                       |

| Канада                                                          | 4 : 0    | Мартиник |
| --------------------------------------------------------------- | -------- | -------- |
| - Џонатан Дејвид 33’, 53’ - Џуниор Хојлет 63’ - Скот Арфилд 67’ | Извештај |          |

| Мексико                                                                                   | 7 : 0    | Куба |
| ----------------------------------------------------------------------------------------- | -------- | ---- |
| - Уриел Антуна 2’, 44’, 80’ - Раул Хименез 31’, 64’ - Дијего Рејес 38’ - Алексис Вега 74’ | Извештај |      |

| Куба | 0 : 3    | Мартиник                                                |
| ---- | -------- | ------------------------------------------------------- |
|      | Извештај | - Жорис Марве 45’ - Стефан Абаул 70’ - Кевин Фортун 84’ |

| Мексико                                           | 3 : 1    | Канада               |
| ------------------------------------------------- | -------- | -------------------- |
| - Роберто Алварадо 40’ - Андрес Гвардадо 54’, 77’ | Извештај | - Лукас Кавалини 75’ |

| Канада                                                                             | 7 : 0    | Куба |
| ---------------------------------------------------------------------------------- | -------- | ---- |
| - Џонатан Дејвид 3’, 71’, 77’ - Лукас Кавалини 21’, 43’, 45+1’ - Џуниор Хојлет 50’ | Извештај |      |

| [[Фудбалска репрезентација Мартиника {{{altlink2}}}\|Мартиник]] | 2 : 3    | Мексико                                                      |
| --------------------------------------------------------------- | -------- | ------------------------------------------------------------ |
| - Кевин Парсмејн 56’ - Жорди Деле 84’                           | Извештај | - Уријел Антуна 29’ - Раул Хименез 61’ - Фернандо Наваро 72’ |

### Група Б
| Pos | Тим       | О | П | Н | И | ГД | ГП | ГР | Бод. | Qualification         |
| --- | --------- | - | - | - | - | -- | -- | -- | ---- | --------------------- |
| 1   | Хаити     | 3 | 3 | 0 | 0 | 6  | 2  | +4 | 9    | Кв. се за Нокаут фазу |
| 2   | Костарика | 3 | 2 | 0 | 1 | 7  | 3  | +4 | 6    | Кв. се за Нокаут фазу |
| 3   | Бермуди   | 3 | 1 | 0 | 2 | 4  | 4  | 0  | 3    |                       |
| 4   | Никарагва | 3 | 0 | 0 | 3 | 0  | 8  | −8 | 0    |                       |

| Хаити                   | 2 : 1    | Бермуди               |
| ----------------------- | -------- | --------------------- |
| - Франц Пјерот 54’, 66’ | Извештај | - Данте Леверок 45+2’ |

| Костарика                                                                 | 4 : 0    | Никарагва |
| ------------------------------------------------------------------------- | -------- | --------- |
| - Брајан Овиједо 7’ - Келсо Борг 19’ - Елиас Агилар 45+1’ - Алан Круз 75’ | Извештај |           |

| Никарагва | 0 : 2    | Хаити                                              |
| --------- | -------- | -------------------------------------------------- |
|           | Извештај | - Стивен Саба 22’ - Мануел Росас Ареола 33’ (а.г.) |

| Костарика                            | 2 : 1    | Бермуди                 |
| ------------------------------------ | -------- | ----------------------- |
| - Мајрон Џорџ 30’ - Елиас Агилар 54’ | Извештај | - Нахки Велс 59’ (пен.) |

| Бермуди                              | 2 : 0    | Никарагва |
| ------------------------------------ | -------- | --------- |
| - Леџуан Симонс 60’ - Нахки Велс 71’ | Извештај |           |

| Хаити                                        | 2 : 1    | Костарика            |
| -------------------------------------------- | -------- | -------------------- |
| - Дакенс Назон 57’ (пен.) - Ђими Алексис 81’ | Извештај | - Алваро Саборио 13’ |

### Група Ц
| Pos | Тим      | О | П | Н | И | ГД | ГП | ГР | Бод. | Qualification         |
| --- | -------- | - | - | - | - | -- | -- | -- | ---- | --------------------- |
| 1   | Јамајка  | 3 | 1 | 2 | 0 | 4  | 3  | +1 | 5    | Кв. се за Нокаут фазу |
| 2   | Курасао  | 3 | 1 | 1 | 1 | 2  | 2  | 0  | 4    | Кв. се за Нокаут фазу |
| 3   | Салвадор | 3 | 1 | 1 | 1 | 1  | 4  | −3 | 4    |                       |
| 4   | Хондурас | 3 | 1 | 0 | 2 | 6  | 4  | +2 | 3    |                       |

| Курасао | 0 : 1    | Салвадор              |
| ------- | -------- | --------------------- |
|         | Извештај | - Нелсон Бониља 45+2’ |

| Јамајка                                 | 3 : 2    | Хондурас                                    |
| --------------------------------------- | -------- | ------------------------------------------- |
| - Девер Оргил 15’, 41’ - Дамион Лов 56’ | Извештај | - Антони Лозано 54’ - Рубилио Кастиљо 90+2’ |

| Салвадор | 0 : 0    | Јамајка |
| -------- | -------- | ------- |
|          | Извештај |         |

| Хондурас | 0 : 1    | Курасао              |
| -------- | -------- | -------------------- |
|          | Извештај | - Леандро Бакуна 40’ |

| Јамајка              | 1 : 1    | Курасао             |
| -------------------- | -------- | ------------------- |
| - Шамар Николсон 14’ | Извештај | - Јуриен Гари 90+3’ |

| Хондурас                                                                          | 4 : 0    | Салвадор |
| --------------------------------------------------------------------------------- | -------- | -------- |
| - Хорхе Алварез 59’ - Рубилио Кастиљо 65’ - Брајан Акоста 75’ - Емилио Изагир 90’ | Извештај |          |

### Група Д
| Pos | Тим               | О | П | Н | И | ГД | ГП | ГР  | Бод. | Qualification         |
| --- | ----------------- | - | - | - | - | -- | -- | --- | ---- | --------------------- |
| 1   | Сједињене Државе  | 3 | 3 | 0 | 0 | 11 | 0  | +11 | 9    | Кв. се за Нокаут фазу |
| 2   | Панама            | 3 | 2 | 0 | 1 | 6  | 3  | +3  | 6    | Кв. се за Нокаут фазу |
| 3   | Гвајана           | 3 | 0 | 1 | 2 | 3  | 9  | −6  | 1    |                       |
| 4   | Тринидад и Тобаго | 3 | 0 | 1 | 2 | 1  | 9  | −8  | 1    |                       |

| Панама                                   | 2 : 0    | Тринидад и Тобаго |
| ---------------------------------------- | -------- | ----------------- |
| - Армандо Купер 53’ - Едгар Барсенас 68’ | Извештај |                   |

| Сједињене Државе                                            | 4 : 0    | Гвајана |
| ----------------------------------------------------------- | -------- | ------- |
| - Пол Ариола 28’ - Тајлер Бојд 51’, 81’ - Гијаси Зардес 55’ | Извештај |         |

| Гвајана                             | 2 : 4    | Панама                                                                                        |
| ----------------------------------- | -------- | --------------------------------------------------------------------------------------------- |
| - Нил Данс 33’ (пен.), 90+3’ (пен.) | Извештај | - Абдиел Аројо 16’ - Теренс Ванцотен 40’ (а.г.) - Ерик Дејвис 51’ (пен.) - Габријел Торес 86’ |

| Сједињене Државе                                                                       | 6 : 0    | Тринидад и Тобаго |
| -------------------------------------------------------------------------------------- | -------- | ----------------- |
| - Арон Лонг 41’, 90’ - Гијаси Зардес 66’, 69’ - Кристијан Пулишић 73’ - Пол Ариола 78’ | Извештај |                   |

| Тринидад и Тобаго  | 1 : 1    | Гвајана        |
| ------------------ | -------- | -------------- |
| - Кевин Молино 80’ | Извештај | - Нил Данс 54’ |

| Панама | 0 : 1    | Сједињене Државе   |
| ------ | -------- | ------------------ |
|        | Извештај | - Џози Алтидор 66’ |

## Нокаут фаза
У нокаут фази, ако је меч био нерешен после 90 минута, играли су се продужеци, где је сваком тиму дозвољена четврта замена. У случају нерешеног резултата након продужетака, меч је одлучен извођењем једанаестераца.
|  | Четвртфинале            | Четвртфинале       |                   |       | Полуфинале | Полуфинале |  |  | Финале | Финале |
|  |                         |                    |                   |       |            |            |  |  |        |        |
|  | 29. јун – Хјустон (НРГ) |                    |                   |       |            |            |  |  |        |        |
|  |                         |                    |                   |       |            |            |  |  |        |        |
|  | Хаити                   | 3                  |                   |       |            |            |  |  |        |        |
|  | Хаити                   | 3                  | 2. јул – Глендејл |       |            |            |  |  |        |        |
|  | Канада                  | 2                  |                   |       |            |            |  |  |        |        |
|  | Канада                  | 2                  | Хаити             | 0     |            |            |  |  |        |        |
|  | 29. јун – Хјустон (НРГ) |                    | Хаити             | 0     |            |            |  |  |        |        |
|  |                         | Мексико (п. с. н.) | 1                 |       |            |            |  |  |        |        |
|  | Мексико (пен.)          | Мексико (п. с. н.) | 1                 | 1 (5) |            |            |  |  |        |        |
|  | Мексико (пен.)          |                    | 7. јул – Чикаго   | 1 (5) |            |            |  |  |        |        |
|  | Костарика               | 1 (4)              |                   |       |            |            |  |  |        |        |
|  | Костарика               | 1 (4)              | Мексико           | 1     |            |            |  |  |        |        |
|  | 30. јун – Филаделфија   |                    | Мексико           | 1     |            |            |  |  |        |        |
|  |                         | Сједињене Државе   | 0                 |       |            |            |  |  |        |        |
|  | Јамајка                 | Сједињене Државе   | 0                 | 1     |            |            |  |  |        |        |
|  | Јамајка                 | 3. јул – Нешвил    |                   | 1     |            |            |  |  |        |        |
|  | Панама                  | 0                  |                   |       |            |            |  |  |        |        |
|  | Панама                  | 0                  | Јамајка           | 1     |            |            |  |  |        |        |
|  | 30. јун – Филаделфија   |                    | Јамајка           | 1     |            |            |  |  |        |        |
|  |                         | Сједињене Државе   | 3                 |       |            |            |  |  |        |        |
|  | Сједињене Државе        | Сједињене Државе   | 3                 | 1     |            |            |  |  |        |        |
|  | Сједињене Државе        |                    |                   | 1     |            |            |  |  |        |        |
|  | Курасао                 | 0                  |                   |       |            |            |  |  |        |        |
|  | Курасао                 | 0                  |                   |       |            |            |  |  |        |        |

### Четвртфинале
| Хаити                                                               | 3 : 2    | Канада                                    |
| ------------------------------------------------------------------- | -------- | ----------------------------------------- |
| - Дакенс Назон 50’ - Херв Базил 70’ (пен.) - Вилд-Доналд Гериер 76’ | Извештај | - Џонатан Дејвид 18’ - Лукас Кавалини 28’ |

| Мексико                                                                                         | 1 : 1    | Костарика                                                                                  |
| ----------------------------------------------------------------------------------------------- | -------- | ------------------------------------------------------------------------------------------ |
| - Раул Хименез 44’                                                                              | Извештај | - Брајан Руиз 52’ (пен.)                                                                   |
| Пенали                                                                                          |          |                                                                                            |
| - Раул Хименез - Луис Монтес - Роберто Алварадо - Хесус Гаљардо - Ектор Морено - Карлос Салседо | 5 : 4    | - Келсо Борхе - Елијас Агилар - Рандал Леал - Оскар Дуарте - Франциско Калво - Кишер Фулер |

| Јамајка                   | 1 : 0    | Панама |
| ------------------------- | -------- | ------ |
| - Дарен Матокс 75’ (пен.) | Извештај |        |

| Сједињене Државе  | 1 : 0    | Курасао |
| ----------------- | -------- | ------- |
| Вестон Мекени 25’ | Извештај |         |

## Полуфинале
| Хаити | 0 : 1    | Мексико                   |
| ----- | -------- | ------------------------- |
|       | Извештај | - Раул Хименез 93’ (пен.) |

| Јамајка              | 1 : 3    | Сједињене Државе                                |
| -------------------- | -------- | ----------------------------------------------- |
| - Шамар Николсон 69’ | Извештај | - Вестон Мекени 9’ - Кристијан Пулишић 52’, 87’ |

## Финале
| Мексико                  | 1 : 0    | Сједињене Државе |
| ------------------------ | -------- | ---------------- |
| - Џонатан дос Сантос 73’ | Извештај |                  |

| Мексико | САД |

## Статистика

### Голгетери
Укупно је постигнуто  96 голова у 31 утакмица, с просеком од 3.1 гола по утакмици.
6 голова
- Џонатан Дејвид

5 голова
- Лукас Кавалини
- Раул Хименез

### Достигнућа
| Најбољи играч Раул Хименез | Победник Конкакафовог златног купа 2019. Мексико 8° титула | Најбољи стрелац Џонатан Дејвид (6. голова) |